# Église Saint-Jean-Baptiste de Cameyrac
Pour les articles homonymes, voir église Saint-Jean-Baptiste.
L'église Saint-Jean-Baptiste de Cameyrac est une église catholique située dans la commune de Saint-Sulpice-et-Cameyrac, dans le département de la Gironde, en France.

## Localisation
L'église est située au sommet du tertre de Cameyrac et surplombe la vallée de la Laurence, à l'intersection de la rue de l'église et de l'allée du Moulin d'Andraut.

## Historique et description
On trouve trace de l'église dès 1165, dans les possessions de l'abbaye de Sainte-Croix de Bordeaux. Elle comportait à cette époque une simple nef et une façade ouest ouverte par la porte romane actuelle. L'église était connue sous le vocable de saint Cyr et sainte Julitte (écrit Julith dans les textes) puis de saint Ciers, elle est actuellement sous la dédicace de saint Jean-Baptiste. Les historiens,  estiment que la construction de l'église pourrait être du début du XIVe siècle, bien que la partie primitive soit d'esprit roman. Le plan de l'église formait, à l'origine, un rectangle terminé à l'est par un chevet droit, la porte s'ouvrant à l'ouest dans le clocher. Par suite de l'adjonction de deux chapelles bâties en 1651 et 1655, l'église a pris la forme d'une croix latine. Au XVIIe siècle, ont été ajoutés une sacristie contre le chevet et un porche devant la porte ouest.

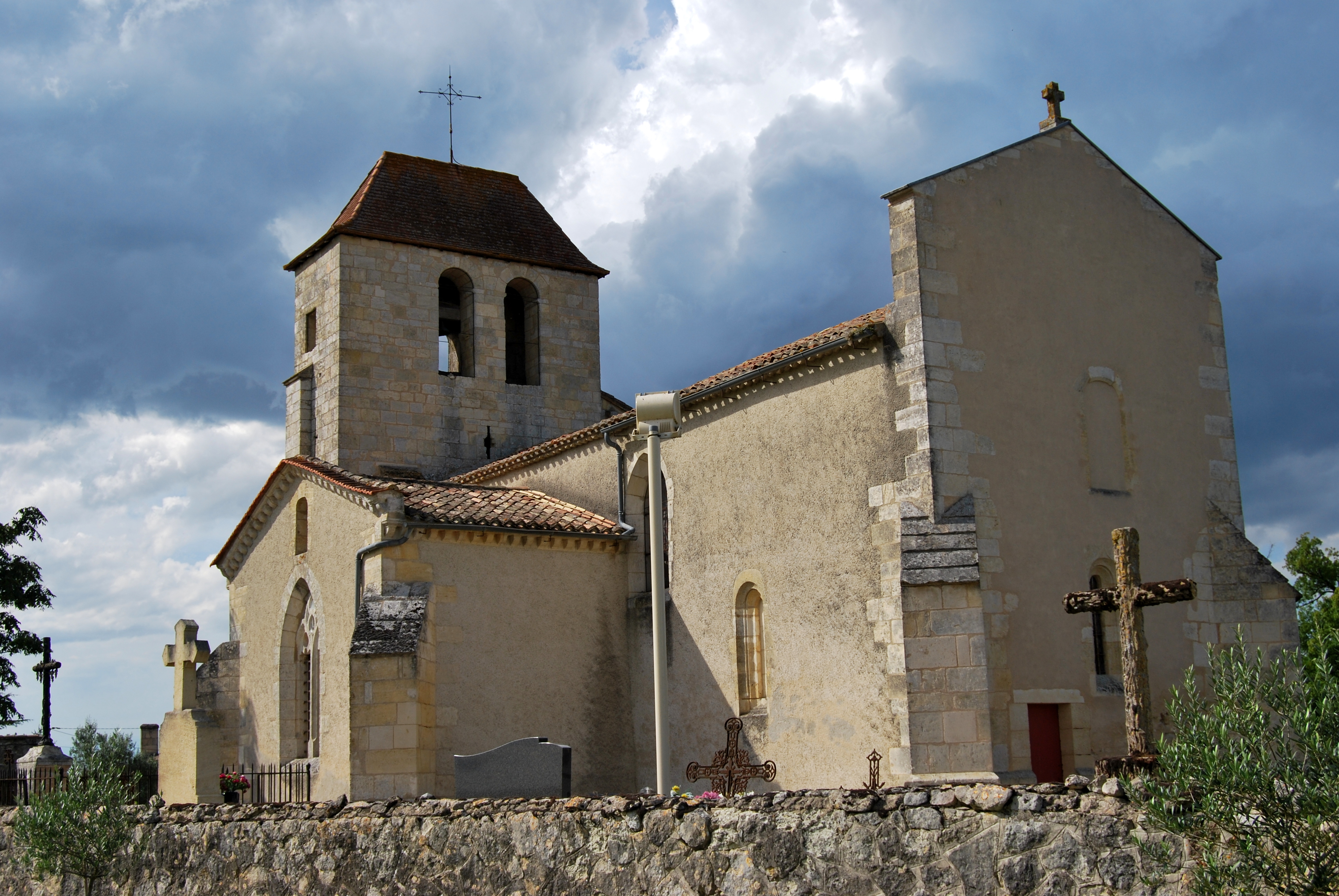
Face sud
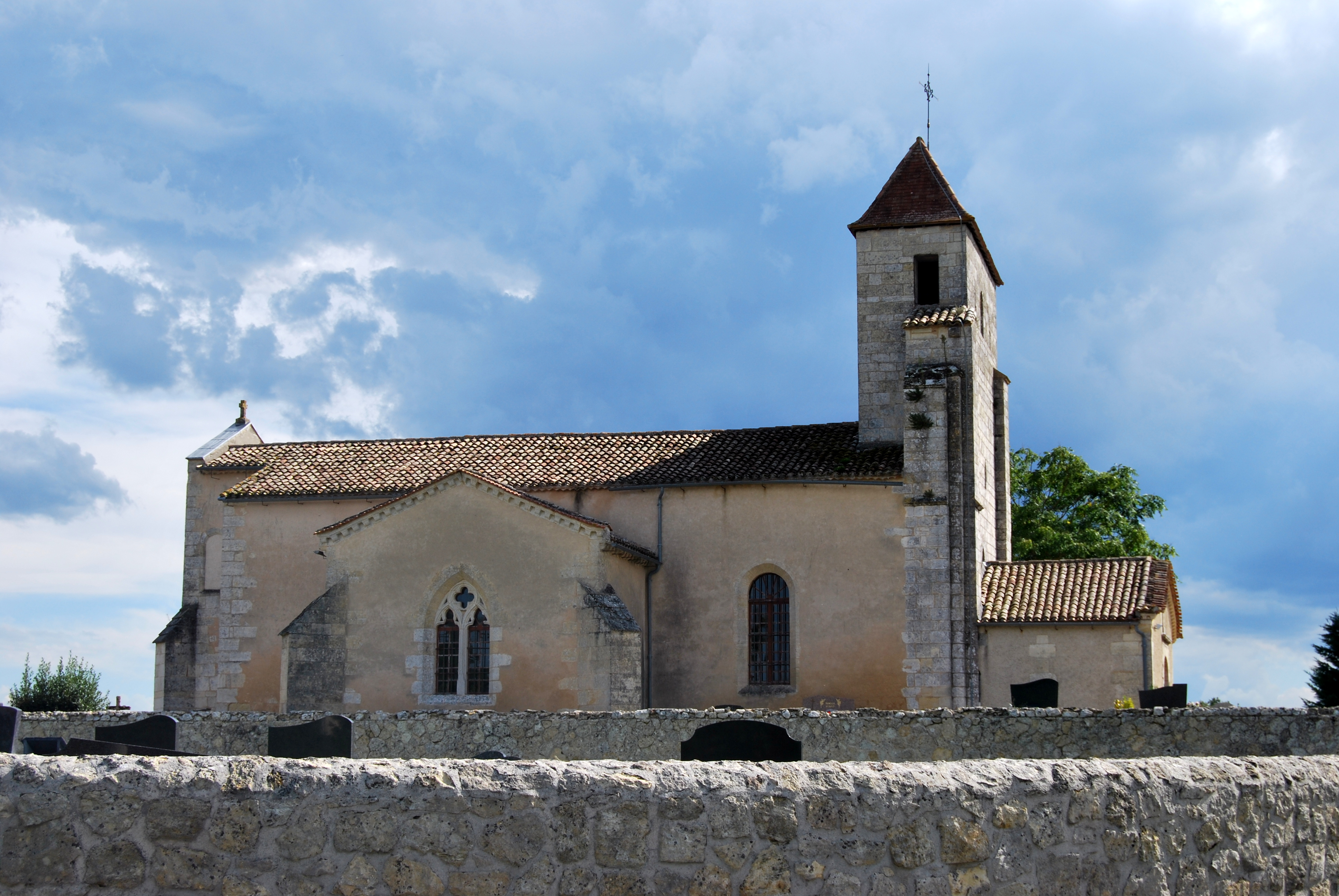
Face nord
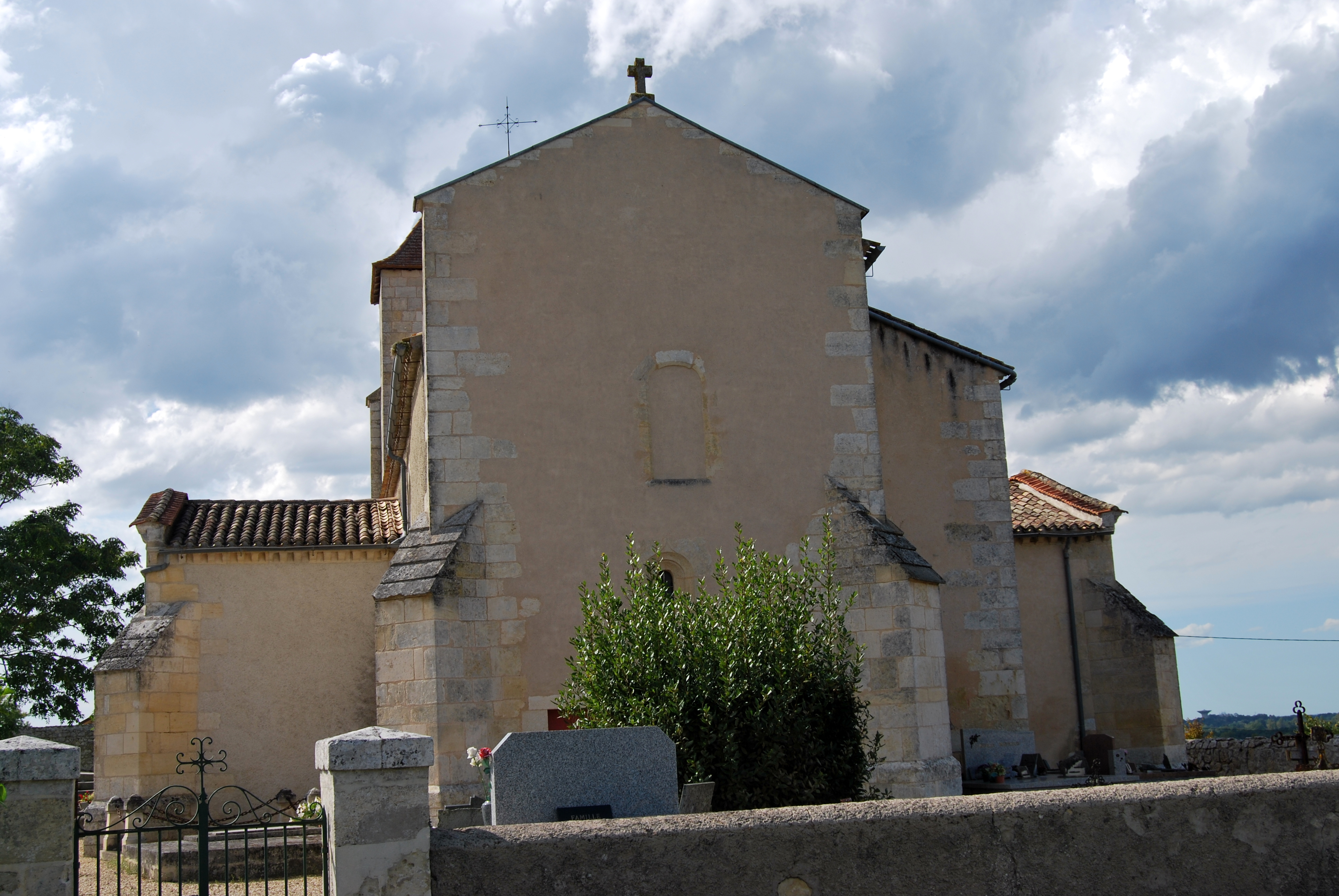
Face est
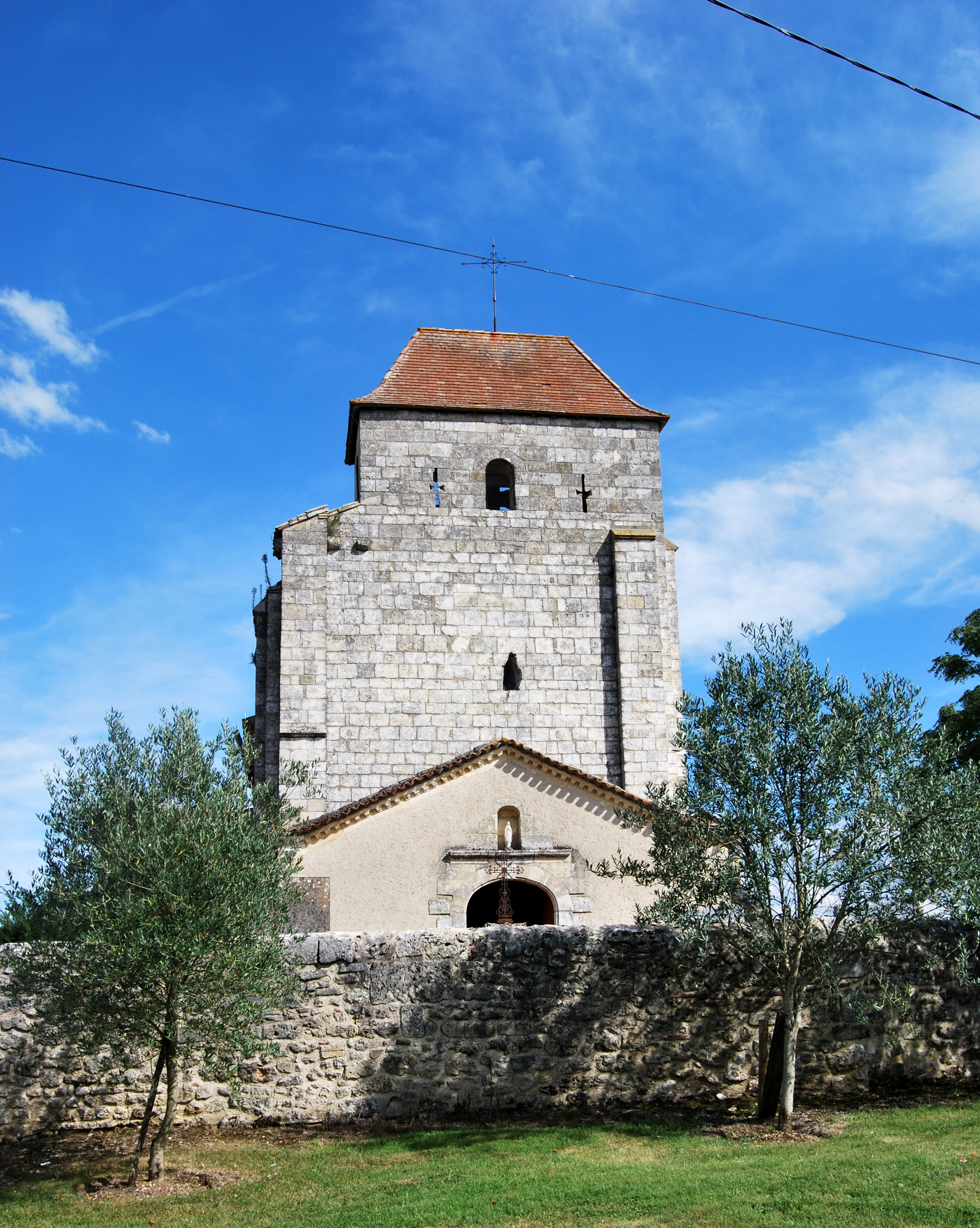
Face ouest
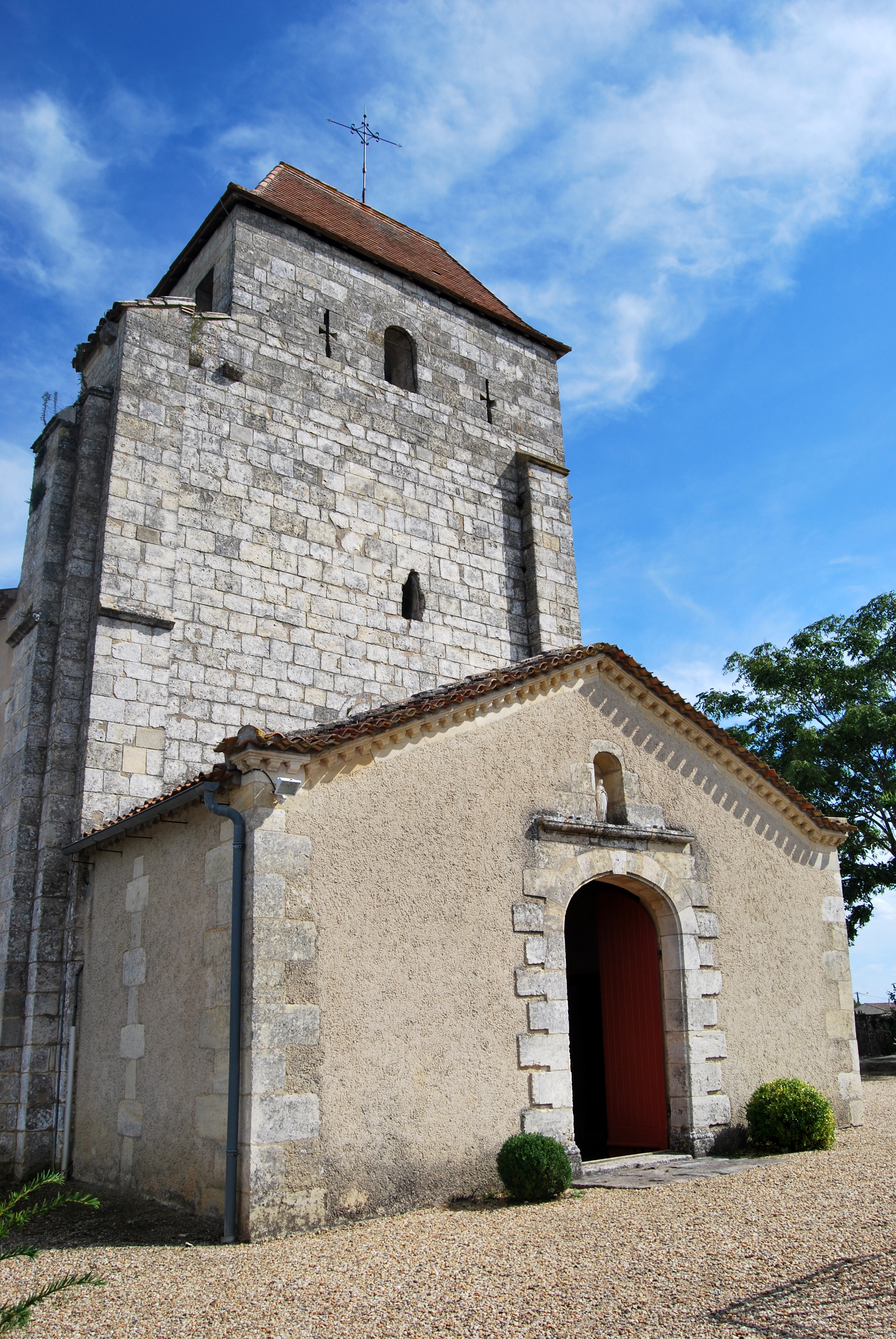
Face ouest et porche

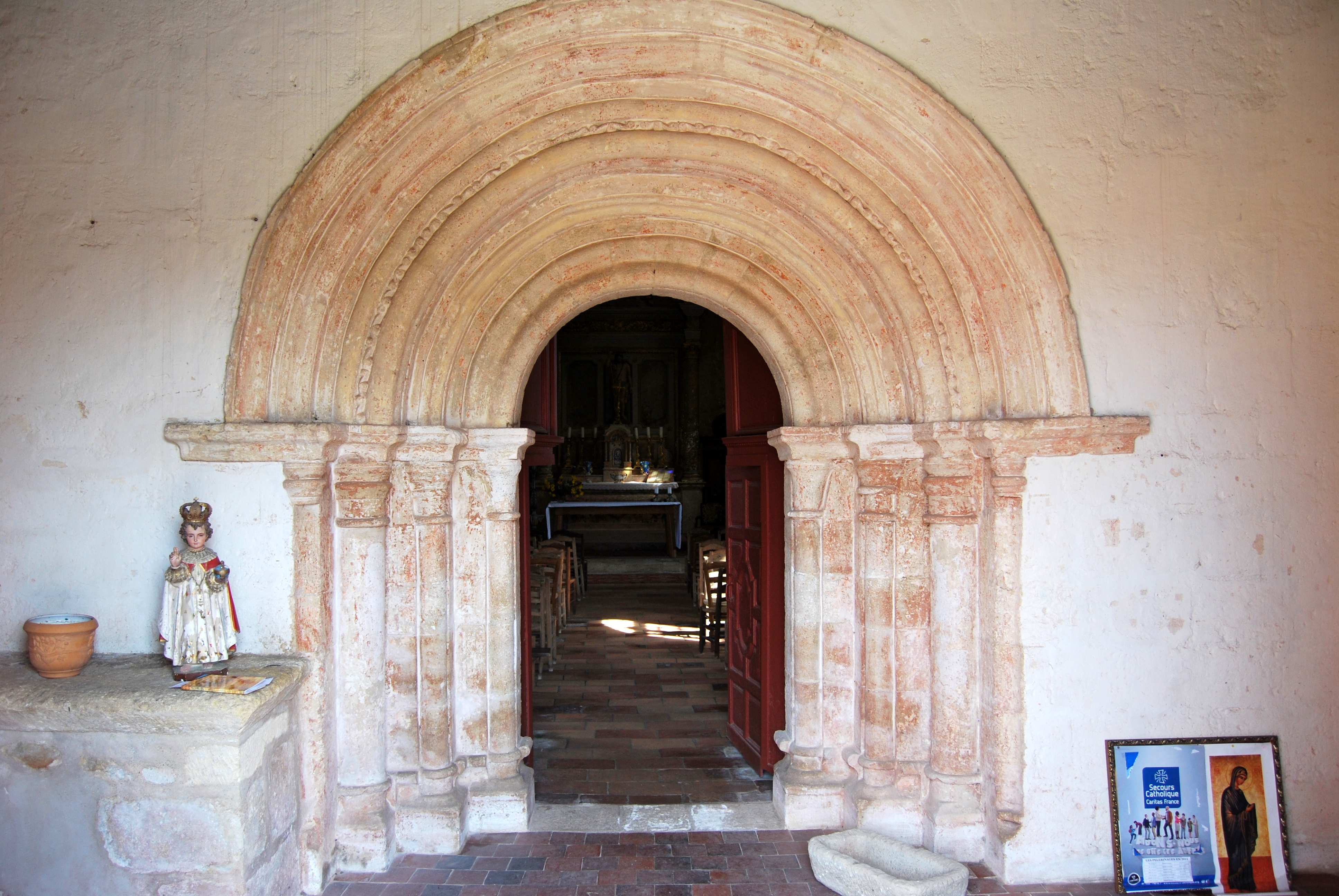
Porte et table pour offrandes

La porte s'ouvre sous quatre rouleaux, ornés de tores, de gorges et de baguettes. La seconde des voussures les plus éloignées de la porte est couverte de palmettes. Elle repose sur une colonne monolithe, dont les chapiteaux cylindriques ou coniques sont comme des cercles de moulures en forme de tore.
Contre le piédroit du nord, s'appuie une table de pierre, sans doute destinée à y déposer les offrandes faites au curé et aux prieurs.
Le clocher, bâti sur le plan barlong, renforcé par quatre contreforts, et portant deux échauguettes, servait de forteresse pendant les Guerres de religion. On y monte par un escalier à vis placé à gauche du grand portail. La chambre longue et étroite, dans laquelle on accédait par cet escalier est percée de cinq archères cruciformes à croix pattée.
À l'intérieur de l'église, on devine une décoration peinte ; dans le sanctuaire se trouve un retable du XVIIe siècle avec la statue de Saint-Jean-Baptiste, flanqué de boiseries du XVIIIe. 
Le fond du sanctuaire est orné d’un lambris sculpté, d’un retable polychrome et d’un autel en tombeau.
L’ensemble du maître-autel se compose d’un autel-tombeau galbé, de deux gradins, d’un tabernacle à ailes en bois et d’un retable architecturé à colonnes lisses portant un décor de feuilles de lierre au tiers inférieur, et un fronton brisé en couronnement.
Le tabernacle est orné d’un calice sur la porte et des chérubins  dans le tympan. Des rinceaux de feuillages occupent la frise de l’entablement et le fronton cintré du retable. 
Des lambris de demi-revêtement, en bois peint en faux bois, encadrent le retable et font retour sur les murs latéraux du chœur où ils servent de dossier à des bancs. Le centre du retable monumental est occupé par une grande statue polychrome représentant saint Jean-Baptiste.

### La chapelle Saint-Joseph

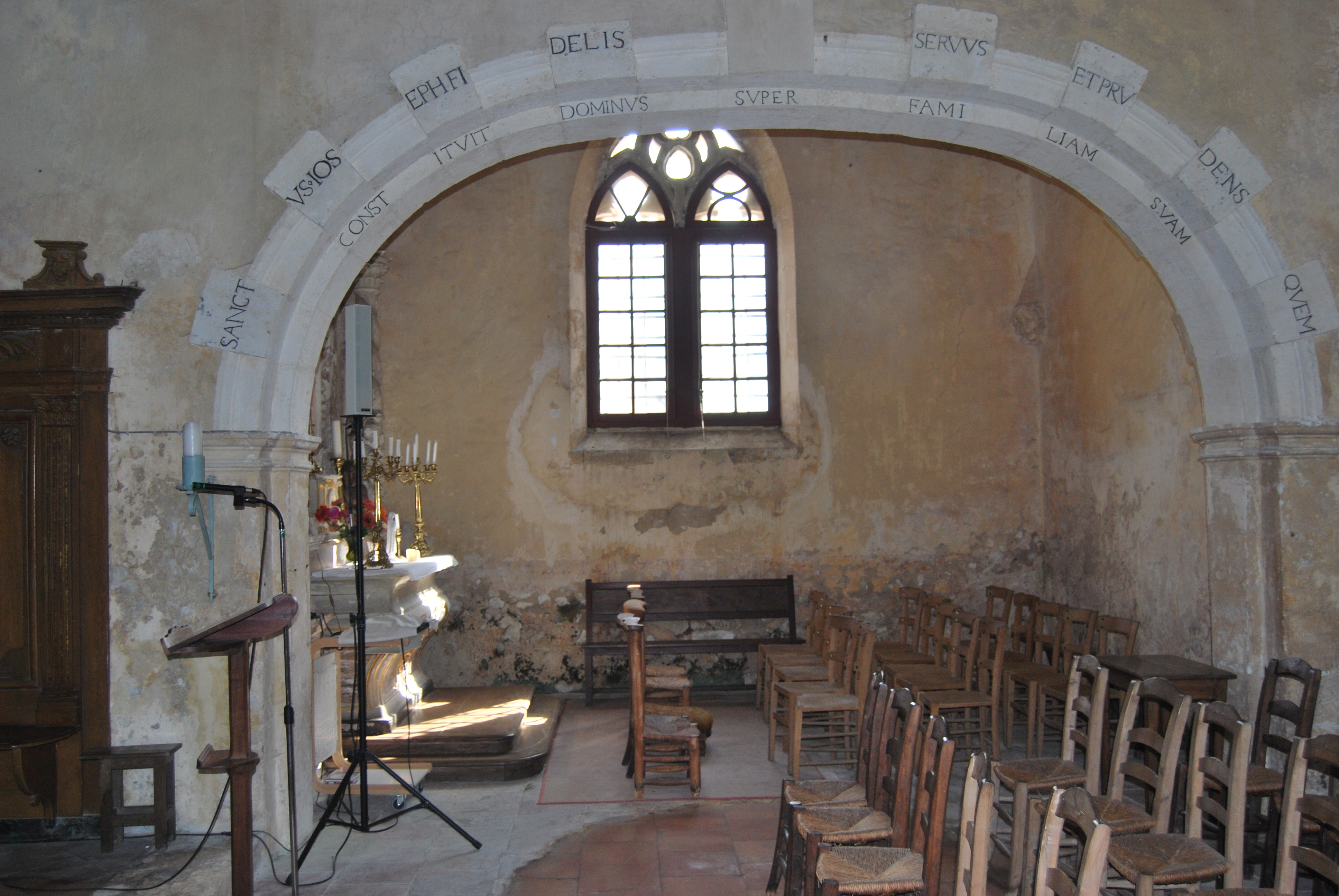
Entrée de la chapelle Saint-Joseph

La chapelle Saint-Joseph, au sud, est dotée d’un retable baroque. Ce retable est postérieur à la construction, en 1651. Elle contient un autel simple et un tableau.
Le retable, encadré de deux colonnes torses décorées de pampres et d’oiseaux picorant, présente un fronton brisé sur lequel sont assis deux anges. Au centre du fronton, un édicule, dont la niche à coquille est encadrée de chutes de fruits, contient une Vierge à l’Enfant.
La frise de l’entablement est sculptée de rinceaux, celle de la contre-table de chutes de fruits noués partant d’une agrafe centrale. 
Le tableau d’autel représentant saint Joseph et l'enfant Jésus est signé « H. LEPREUX 1863 ».

### La chapelle de la Vierge

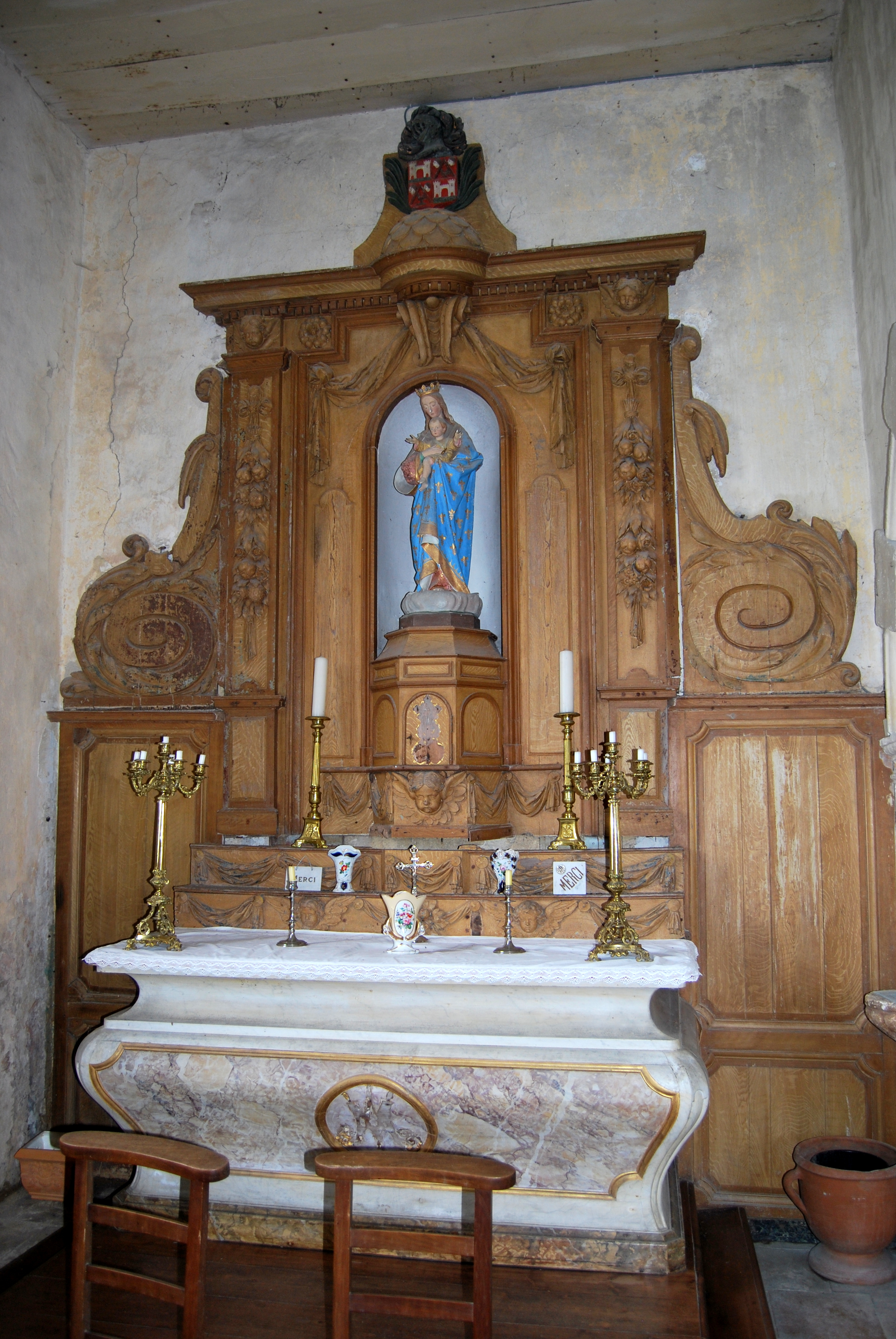
Retable de la chapelle

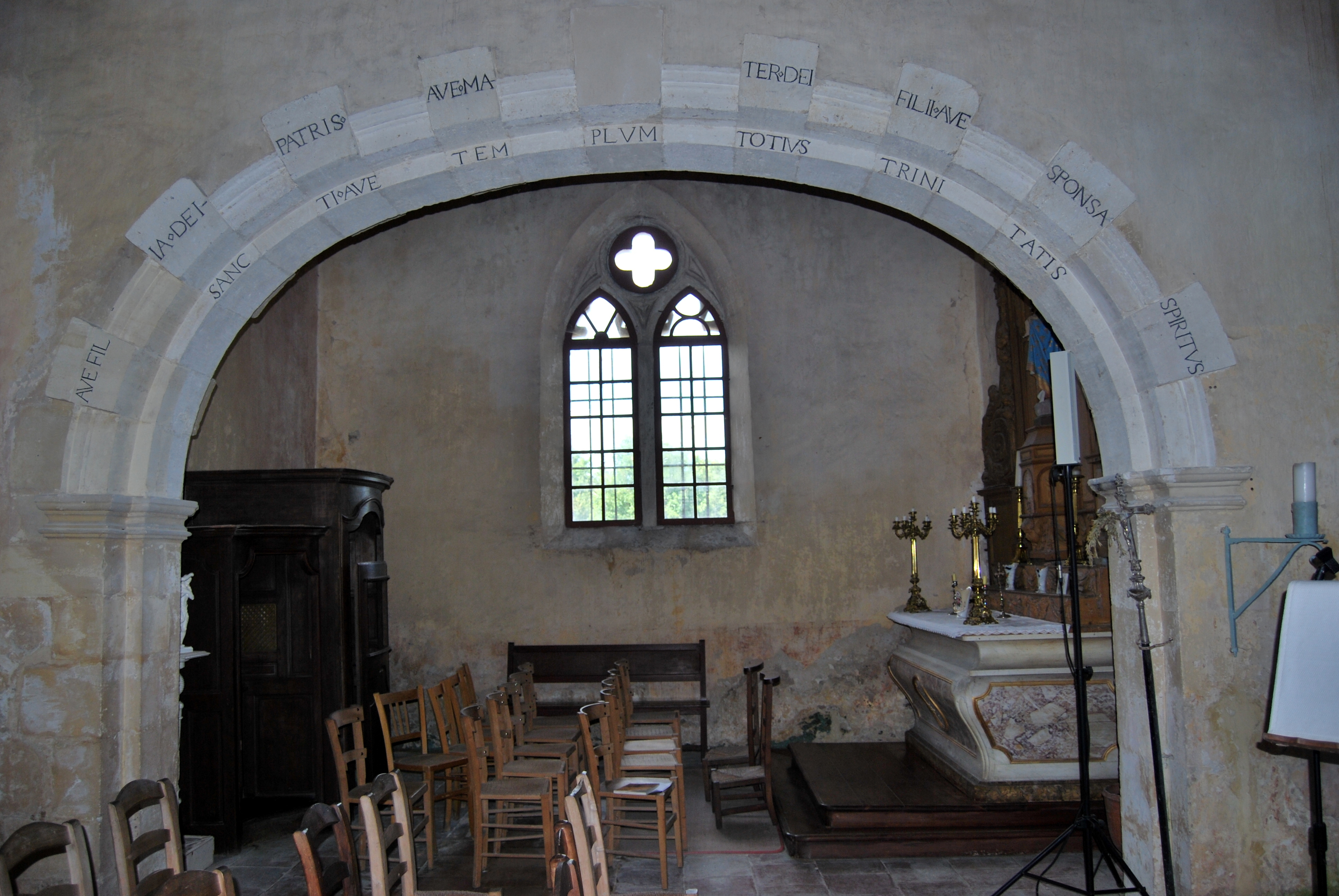
Entrée de la chapelle

La chapelle de la Vierge, est bâtie en 1655 dans un style baroque.
Deux gradins décorés de draperies et de chérubins portent le tabernacle, de plan trapézoïdal, posé sur un haut soubassement et encastré dans la niche de la contre-table. Celle-ci est couronnée d’un dais à écailles d’où partent des draperies nouées, et elle est encadrée de panneaux ornés de chutes de fruits et de fleurs.
Le retable est cantonné d’ailerons à feuillages au-dessus d’un panneau de lambris. 
L’autel, peint à l’imitation du marbre, date de la première moitié du XIXe siècle, et la statue de la Vierge à l'Enfant de la seconde moitié du XIXe siècle.

### Extérieur

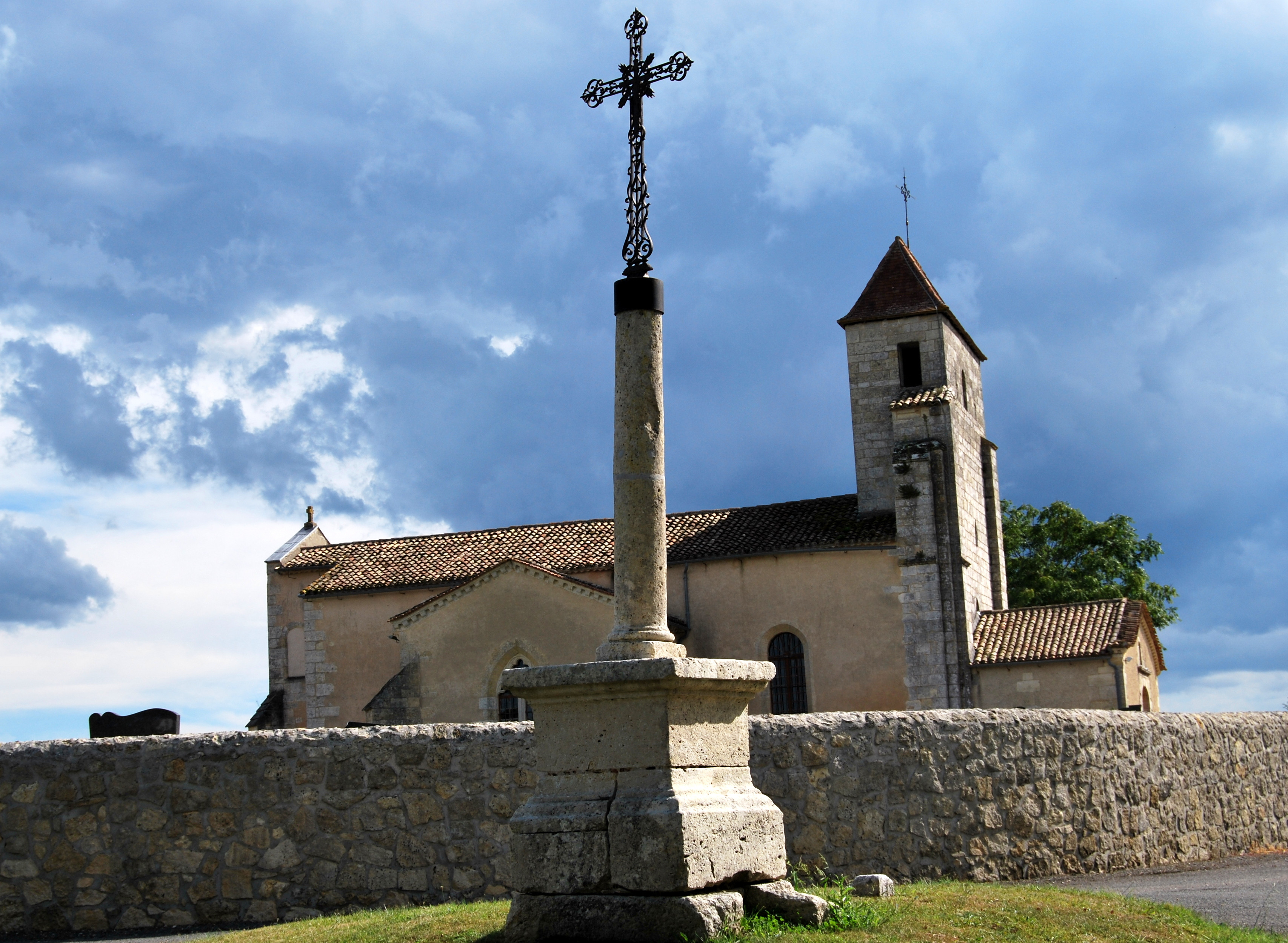
Croix de chemin

Cette croix de chemin, située rue de l'église, est construite sur un petit tertre. L'ensemble est composé d'un socle de 1,20 m et d'un fût monolithe de 1,60 m en pierres de taille, surmontés d'une croix en fonte de 0,80 m.
L'église a été inscrite au titre des monuments historiques par arrêté du 21 décembre 1925.